# Anypodetus unicolor
Anypodetus unicolor là một loài ruồi trong họ Asilidae. Anypodetus unicolor được Oldroyd miêu tả năm 1974. Loài này phân bố ở vùng nhiệt đới châu Phi.